# Vajda Andor
Vajda Andor, Weisz (Budapest, 1887. szeptember 6. – Budapest, 1963. augusztus 27.) magyar építész.

## Élete
Szülei Weisz Adolf és Vajda Regina. Az 1910-es évektől ismertek épületei. Újságpalotáját premodern, 1920-as évekbeli épületeit újhistorizáló stílusban tervezte. Az 1930-as évektől áttért a dísztelen, modern építészet művelésére. Gyakran tervezőtárssal készítette munkáit.
1929-ben elnyerte a Wellisch-pályadíjat. Felesége Sándor Irén volt.

## Ismert épületei
- 1913–1914: Újságpalota, Budapest, Nagymező u. 3. (Gyenes Lajossal közös munka)[4][5]
- 1926: Singer-villa (ma: Irán nagykövetsége), Budapest, Stefánia út 97. (Vajda Pállal közös munka)[6]
- 1929: lakóház, Budapest, Margit körút 46. (Vajda Pállal közös munka)[7]
- 1931: Schlesinger-üzletház, Budapest, Hegedűs Gyula u. 70. / Garam u. 26. (elpusztult)[8]
- 1934: lakóház, Budapest, Krecsányi utca 10.[5]
- 1934–1939: lakóház, Budapest, Hollósy Simon utca 25.[9]
- 1935: Gergely-bérház, Budapest, Pozsonyi út 7. / Katona József u. 24.[10]
- 1936: Rákos-bérház, Budapest, Herzen u. 3.[11]
- 1940: Stern-bérház, Budapest, Kresz Géza u. 6.[12]
- 1941: lakóház, Budapest, Melinda út 30-32. (Sós Aladárral közös munka)[13][14]

### Tervben maradt
- 1914: szálloda és vigadó, Lugos[15]

## Képtár

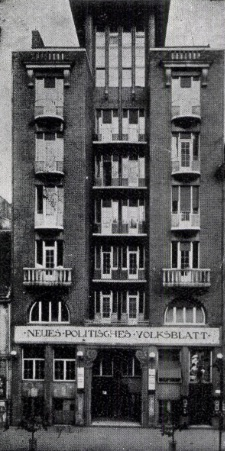
Újságpalota, Nagymező u. 3. (1930-as felvétel)
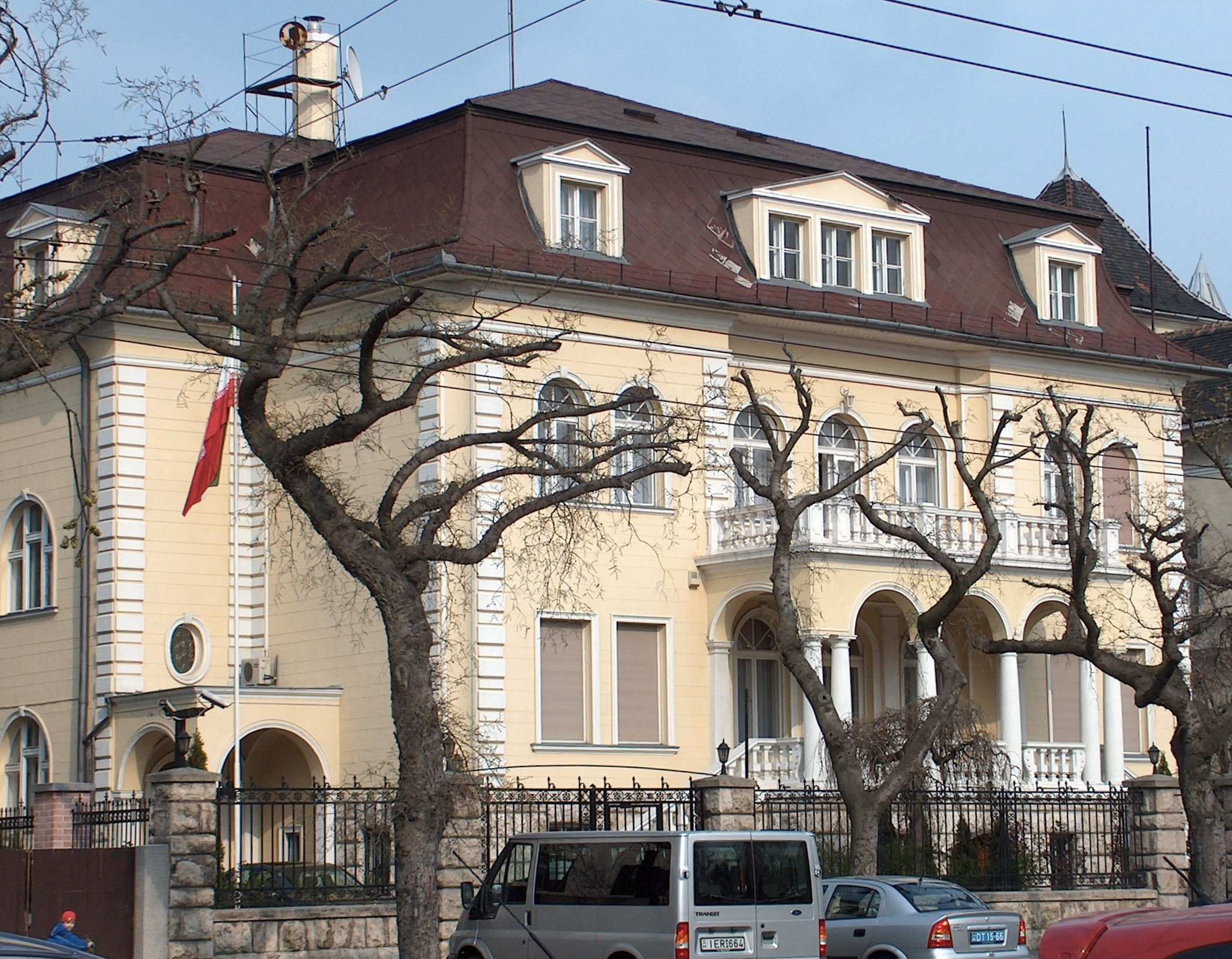
Singer-villa, Stefánia út 97.
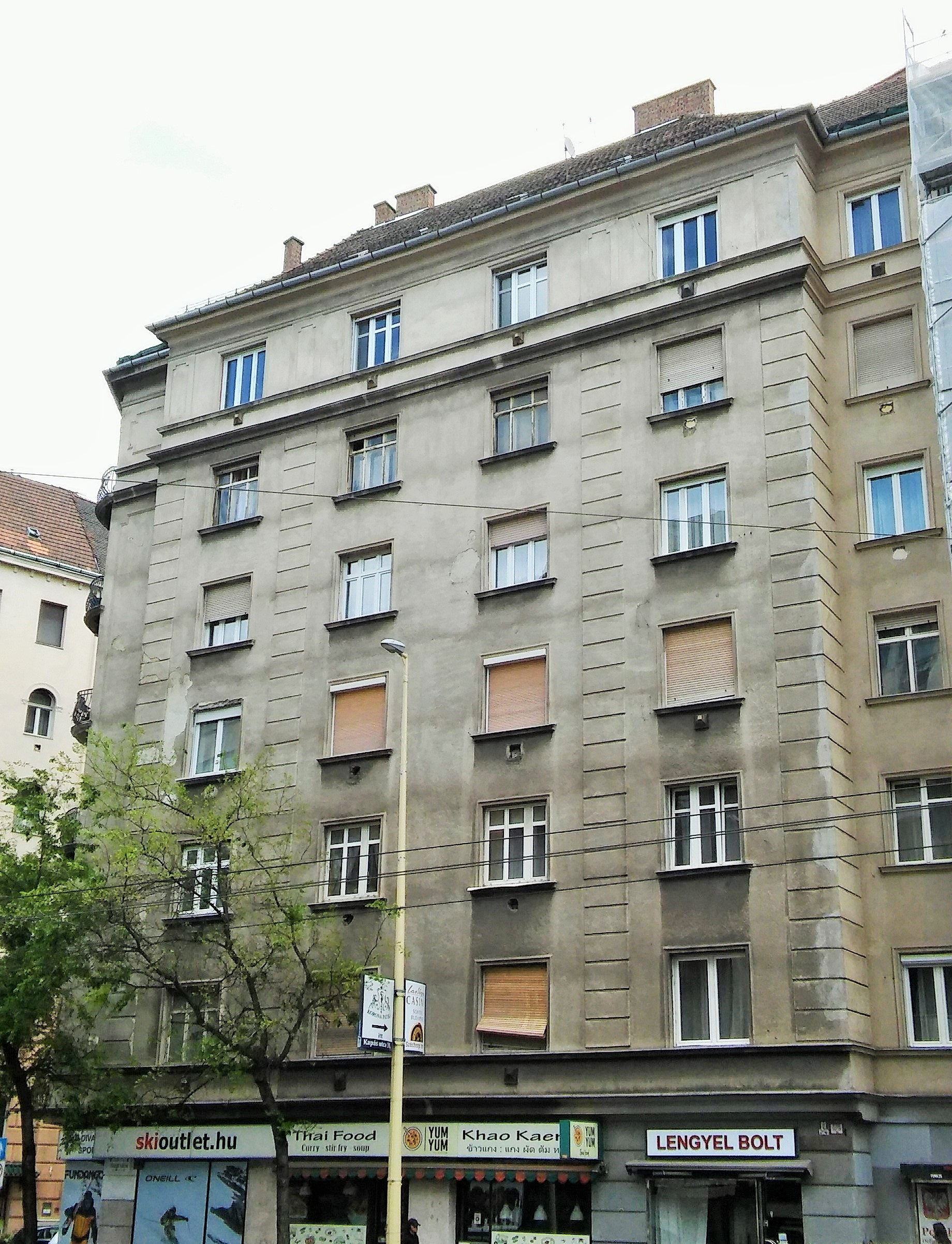
bérház, Margit körút 46.